# Sawety Iljitscha (Chabarowsk)
Sawety Iljitscha (russisch Заве́ты Ильича́) ist eine Siedlung städtischen Typs in der Region Chabarowsk (Russland) mit 8050 Einwohnern (Stand 1. Oktober 2021).

## Geographie
Die Siedlung liegt etwa 380 km Luftlinie östlich der Regionshauptstadt Chabarowsk am Nordufer der Bucht Sowetskaja Gawan („Sowjethafen“) des Tatarensundes, der Meerenge zwischen Japanischem Meer und Ochotskischem Meer.
Sawety Iljitscha gehört zum Rajon Sowetsko-Gawanski und befindet sich etwa 7 km nördlich des am jenseitigen Ufer der Bucht gelegenen Rajonzentrums Sowetskaja Gawan.

## Geschichte
Der Ort wurde Anfang der 1920er-Jahre als Nowoastrachanskoje gegründet. In der Folge wurde er in Sawety Iljitscha umbenannt, russisch für Iljitschs Vermächtnis in Bezug auf den Revolutionsführer Wladimir Iljitsch Lenin, eine in der Sowjetunion häufig propagandistisch gebrauchte Wendung, die auch mehrfach als Ortsname vergeben wurde. Ab dessen Erhebung zur Stadt 1941 war Sawety Iljitscha Ortsteil von Sowetskaja Gawan.
Ab der Eröffnung des Militärflugplatzes Postowaja westlich des Ortszentrums 1943 wurde Sawety Iljitscha auch Standort der Sowjetarmee; später entstanden auch Einrichtungen der Pazifikflotte, wie Küstenschutzbatterien.
1960 erhielt der Ort den Status einer selbständigen Siedlung städtischen Typs.
Bevölkerungsentwicklung
| Jahr | Einwohner |
| ---- | --------- |
| 1970 | 09.738    |
| 1979 | 10.258    |
| 1989 | 13.141    |
| 2002 | 09.429    |
| 2010 | 09.162    |
| 2021 | 08.050    |

Anmerkung: Volkszählungsdaten

## Wirtschaft und Infrastruktur
In der Siedlung gibt es Betriebe der Holz- und Fischereiwirtschaft.
Nördlich des Ortes führt die in den 1940er-Jahren errichtete Eisenbahnstrecke von Komsomolsk am Amur nach Sowetskaja Gawan vorbei, an der sich drei Kilometer vom Ort entfernt der nächste Bahnhof bei der Siedlung Oktjabrski befindet.
Der Militärflugplatz Postowaja wird seit den 1990er-Jahren nicht mehr aktiv genutzt, aber als Reserve weiterhin unterhalten.